# Martina Gottschalt
Martina Gottschalt (* 1965 oder 1966 als Martina Fehrecke) ist eine ehemalige Leistungssport-Schwimmerin der DDR. Sie wurde DDR-Meisterin über 100 und 200 m.
Gottschalt ist eines der Opfer des staatlich verordneten Dopings im DDR-Leistungssport, in dessen Rahmen ihr ab einem Alter von elf Jahren nichtwissentlich Anabolika und männliche Sexualhormone verabreicht wurden. Ihr erster Sohn, der mit zwei missgebildeten Füßen geboren wurde, ist mit hoher Wahrscheinlichkeit ebenfalls ein Opfer des Anabolikamissbrauches an Martina Gottschalt.
Gottschalt war im Jahr 2000 eine der Nebenklägerinnen im Dopingprozess gegen den DDR-Schwimmverbandsarzt Lothar Kipke, der zu einer Freiheitsstrafe von 15 Monaten zur Bewährung verurteilt wurde.